# A todo o nada
A todo o nada fue un programa de televisión de entretenimiento argentino, emitido por eltrece y producido por Kuarzo Entertainment Argentina y que en cuyo formato se permite la participación de personas comunes, desde niños hasta ancianos, pasando por niños, jóvenes, y estudiantes, en forma masiva y rápida en juegos de diversa temática, jugando por buena cantidad y calidad de premios.
Originalmente el programa también se denominó «Bariló, a todo o nada»

## Argumento original
Participaban 3 divisiones del último año de diferentes colegios secundarios, que competían entre sí para ganar el viaje de egresados a la ciudad de San Carlos de Bariloche, con un formato similar al antiguo programa Feliz domingo. Los colegios estaban representados por equipos (llamados rojo y azul).
El objetivo del juego era subir la mayor cantidad de integrantes del equipo al ómnibus que les permitía concretar el viaje. Para ello se debían superar pruebas, ganar desafíos, contestar preguntas o aceptar prendas que consistían en humillaciones psicológicas y de dolor físico como cortarle con fuego el cabello (a cargo de un especialista), entre otros.
Una vez que un equipo lograba subir a todos (menos uno) de sus participantes, la última persona que quedaba afuera es al que se le llamaba «último pasajero», quien era el encargado de escoger entre 2 o más llaves. Luego un chofer era el encargado de probar en el micro si la llave elegida era la correcta que permitía arrancar el micro. El primer equipo que elegía la llave correcta, y lograba que su micro encienda los motores, era el que se ganaba el viaje de egresados.
El programa ha tenido versiones en distintos países de Latinoamérica; en la versión argentina los buses son de la marca Tecnoporte, carrozados en chasis Iveco 49.12 y facilitados por la empresa Ivecam representante en Argentina de la marca italiana.
En el verano de 2012, A todo o nada obtiene dos horas y media de duración, pero debido a que no logró tener buenos resultados de índice de audiencia, estuvo al borde de ser cancelado. Sin embargo, la productora optó por cambiar el formato del programa. Inicialmente se incorporaron los equipos verde y amarillo a los ya conocidos rojo y azul, en donde los participantes debían superar diferentes desafíos para ser evaluados por un jurado. A pesar de que ese formato tampoco funcionó, finalmente se decidió hacer juegos con una mayor amplitud de público, para ganar diversos premios como por ejemplo "Tirá el vaso por un LCD", "Embocala de un pique por un viaje de egresados de 200.000 pesos", "Embocá la bola metálica por un equipo de música", entre otros.
También, había una nueva sección donde un participante llevaba a negociar un producto con el conductor.
A partir de 2013, el programa tiene una audiencia promedio de 9.0 puntos de índice de audiencia, posicionándolo en el top 10 de lo más visto del día. El programa se emitió hasta 2014.

## Nuevos formatos

### Especial perros
Las familias van con sus perros haciendo que éstos pasen por el agua y tiren una determinada cantidad de bolos para ganar premios como 50 000 pesos, Televisión inteligente, moto, heladera y equipo de música, de acuerdo a lo que salga en la ruleta. Se emitía de lunes a viernes por la noche desde el 16 de enero de 2015 hasta 2018.

### Dar la nota
Fue un programa en donde los participantes tenían que cantar con el tono acertado de la melodía frente a un sistema de karaoke que marcaba las notas interpretadas basándose en la pista original, para así ir sumando puntos y llegar a las finales.  En varias ocasiones también fueron invitados cantantes profesionales como Soledad, Karina, Agapornis, entre otros. Se estrenó el 13 de enero de 2015 como parte de Guido a la noche siendo emitido inicialmente los martes y después de lunes a jueves por la noche. El 6 de abril de 2015 pasó a emitirse a la tarde hasta finalizar el 9 de octubre de 2015.

### La mejor elección
Dos participantes (un chico y una chica) se conocen a través de fotos y participan por premios con el fin de besarse y formar una pareja. Se estrenó el 12 de enero de 2015 dentro de Guido a la noche hasta terminar el 6 de enero de 2017.

### Lo que das
Los participantes muestran sus talentos especiales como destreza, baile, canto y a medida que son mencionados en la red social Twitter mediante hashtags, van sumando dinero, y a la vez son evaluados por un jurado que pone dinero por su actuación al igual que el conductor. Se emitió de lunes a jueves desde el 19 de octubre de 2015 hasta el 27 de diciembre de 2015.

### Hacelo feliz
El programa consiste en la participación de personas que imitan voces de artistas conocidos.  Emitido todos los lunes por la noche (anteriormente los miércoles) desde el 19 de octubre de 2016 hasta el 6 de febrero de 2017. Posteriormente paso a los sábados a las 22:30hs.

### Las puertas
En cada emisión es invitado un empresario para entrevistar y poner a prueba a cuatro concursantes con el fin de otorgarle un puesto de trabajo a uno de ellos. El programa también cuenta con juegos para ganar una gran diversidad de premios. Se empezó a emitir el 9 de enero de 2017 de lunes a viernes suplantando a La mejor elección y culminó el 29 de diciembre de 2017 tras 11 meses en pantalla.

### Lo mejor de la familia
El programa consiste en que van familias no famosas al programa y muestran sus talentos. Se estrenó el 9 de julio de 2017. Se emite los domingos desde las 19:30 a 22:00hs. También se emite en Uruguay por el canal Teledoce los domingos desde las 17:00 a 19:00hs emitiendo el programa que se emitió la semana pasada en El trece.

### La tribuna de Guido
Con la conducción de Guido Kaczka, desde el 8 de enero de 2018. “La tribuna de Guido”, un ciclo de juegos en el cual los participantes, desde una gran grada, los premios del auto 0 km ganan las respuestas correctas del conductor.

### Bienvenidos a bordo
Este programa empezado en enero del año 2020, prometía tener un avión con dimensiones reales en el set con fines decorativos. Contenía muchos juegos pero, con la crisis del COVID-19, tuvieron que ser eliminados pero cambiaron las reglas para que el programa pueda seguir al aire. Esa es una de las razones por la cual este programa es uno de los 5 programas más vistos todos los días.

## Ficha técnica
General
- Conducción: Guido Kaczka
- Voz off Juez: Hernán Colucho
- Locución comercial: Belén Badía
- Azafatas 2012, 2013, 2014 y 2015: Ailén Bechara, Barby Franco, Lorena Weels, Danisa Sol Fernández, Melisa Engstfeld, Sofía González
- Azafatas 2016 y 2017: Yanina Boncini, Belén Pouchan, Sofía Fernández, Julieta Rodríguez, Eva Bargiela, Miranda, Brenda Di Aloy
- Formato: Julián Delorenzo – Martín Kweller – Guido Kaczka
- Escenografía: Martín Seijas
- Iluminación: Juan Lira
- Musicalización: Emanuel Mayol
- Sonido: Carlos Serrano
- Arte Electrónico: Chris Miller – Lucas Lotito – Natalia Miyashiro
- Productor Informático Y Técnico: Genaro Di Martino – Alejandro Rojas
- Producción Técnica: Carlos Avedisian – Matías Massat
- Coordinación de Producción: Jimena Ferral
- Coordinación General: Vivian Prudente
- Producción Ejecutiva: Juan Barale – Ariel Vázquez
- Asistente de Dirección: Daniel Selmo
- Producción General: Julián Delorenzo
- Realización General: Martín Kweller
- Dirección: Fernando Emiliozzi

A todo o nada - Dar La nota - La mejor elección - Los 8 escalones - Especial perros
- Conducción y producción general: Guido Kaczka
- Locutor: Hernán Colucho
- Azafatas: Sofía Fernández, Yanina Boncini, Belén Pouchan, Agustina Paredes, Eva Bargiela, Julieta Rodríguez, Belén Palaver
- Escenografía: Edgardo Bonelli
- Iluminación: Facundo Echeguren
- Musicalización: Jorge Pinto
- Sonido: Darío González – Jorge Fortes – Daniel Violante
- Edición: Héctor Falcioni
- Dirección Centro Arte Electrónico: Diego Rusansky
- Arte Electrónico: Lucas Lotito – Sergio Salemi – Silvia Pino
- Coordinación De Producción: Jimena Ferral
- Coordinación General - El Trece: Lorena Däppen
- Dirección: Raúl Rosales
- Producción Ejecutiva: Juan Barale
- Idea Y Realización General: Martín Kweller

A ciegas - Casi diez
- Conducción y producción general: Guido Kaczka
- Locutor: Hernán Colucho
- Escenografía: Edgardo Bonelli
- Iluminación: Facundo Echeguren
- Musicalización: Jorge Pinto
- Sonido: Darío González – Guillermo Escasany – Daniel Violante
- Edición: Héctor Falcioni
- Dirección Centro Arte Electrónico: Diego Rusansky
- Arte Electrónico: Lucas Lotito – Sergio Salemi – Silvia Pino
- Coordinación De Producción: Jimena Ferral
- Coordinación General - El Trece: Lorena Däppen
- Dirección: Raúl Rosales
- Producción Ejecutiva: Juan Barale
- Idea y Realización General: Martín Kweller

Lo que das
- Conducción y Producción General: Guido Kaczka
- Locutor: Hernán Colucho
- Escenografía: Edgardo Bonelli
- Iluminación: Alejandro Salinas
- Musicalización: Jorge Pinto
- Sonido: Darío González – Jorge Fortes – Daniel Violante
- Dirección Centro Arte Electrónico: Diego Rusansky
- Arte Electrónico: Ornela Fioriti
- Edición: Javier Rodríguez
- Coordinación De Producción: Jimena Ferral – Claudio Brusca
- Coordinación General - El Trece: Lorena Däppen
- Dirección: Raúl Rosales
- Producción Ejecutiva: Juan Barale
- Idea y Realización General: Martín Kweller

## Premios y nominaciones
Nominaciones
- Martín Fierro 2015: Mejor programa de entretenimientos
- Martín Fierro 2018: Mejor programa de entretenimientos (La tribuna de Guido)
- Martín Fierro 2021: Mejor programa de entretenimientos/juegos (Bienvenidos a bordo)